# Huang Qian
Huang Qian é uma jogadora de xadrez da China com participações nas Olimpíadas de xadrez. Qian participou da edição de Calvià 2004, Khanty-Mansiaky 2010 e Istambul 2012 tendo ajudado a equipe chinesa a conquistar uma medalha de ouro (2004) e duas de prata (2010 e 2012). Individualmente, seu melhor resultado foi uma medalha de ouro 2012 jogando no quarto tabuleiro. Participou também do Campeonato Mundial Feminino de Xadrez de 2001 no qual foi eliminada na primeira rodada por Hoang Thanh Trang, do Campeonato Mundial Feminino de Xadrez de 2004 na qual foi eliminada na primeira rodada por Tatiana Kosintseva, do Campeonato Mundial Feminino de Xadrez de 2010 na qual foi eliminada nas oitavas de final por Kateryna Lahno e do Campeonato Mundial Feminino de Xadrez de 2012 na qual foi eliminada nas oitavas de final por Ju Wenjun.